# 李春昱
李春昱（1904年5月8日—1988年8月6日），男，河南汲县人，中国构造地质学家。曾任中国地质科学院地质研究所研究员。主要从事区域地质和地质构造研究。殷墟发掘时担任测绘专员。

## 生平

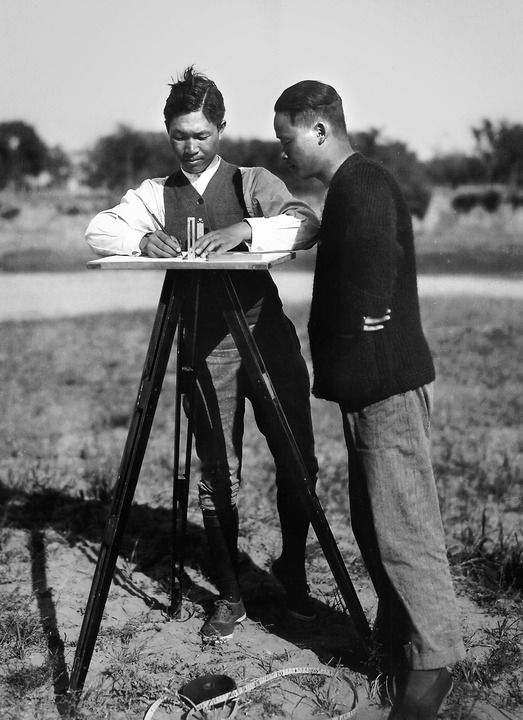
左侧为李春昱，1928年10月在殷墟。

1904年生于河南汲县。1928年毕业于北京大学地质系。1937年获德国柏林大学博士学位。1980年当选为中国科学院学部委员（院士）。